# Aresti

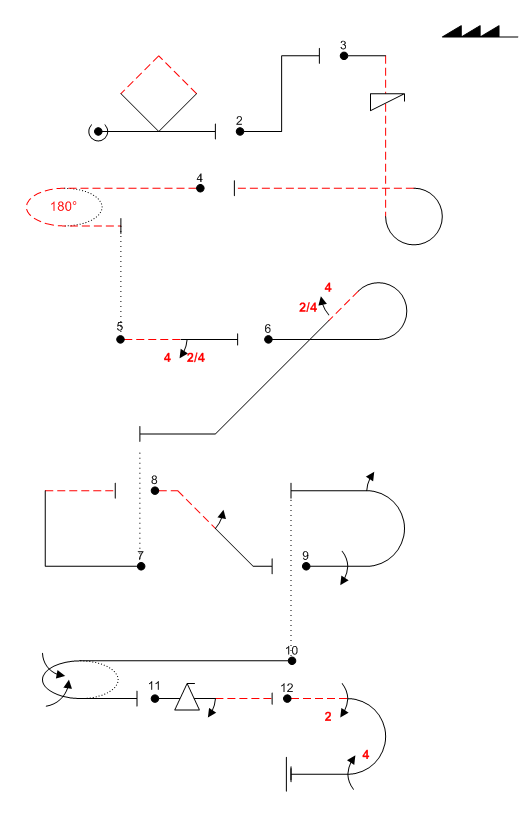
Een Aresti-sequentie.

Aresti is te omschrijven als een soort van steno dat gebruikt wordt bij kunstvliegen.
Aerobaticvliegers hebben altijd het probleem gehad hoe ze hun vluchten op een duidelijke en eenduidige manier op papier konden zetten. Tot de vijftiger jaren waren er vele persoonlijke stijlen en manieren. Sommigen hiervan begonnen op nationaal niveau ingang te vinden, maar er was nog steeds geen internationale overeenstemming over de manier van noteren.
Francois D'Huc Dressler uit Frankrijk publiceerde in 1955 en 1956 een systeem in Aviasport en Aeronautics. Dit systeem was in algemeen gebruik tot en met 1962, ondanks Dresslers overlijden in 1957. Maar in 1961 verscheen onder de titel 'Sistema Aresti' een nieuw boek van de Spaanse kolonel Jose Luis de Aresti Aguirre.
Aangezien de Wereldkampioenschappen van 1964 in Aresti’s vaderland Spanje werden gehouden werd dit systeem in 1963 door de CIVA tot standaard voor deze wedstrijd verheven. Dit systeem gebruikte niet alleen een serie basissymbolen waarmee duizenden combinaties van mogelijke figuren konden worden weergegeven, maar het kende aan elke figuur ook een moeilijkheidsgraad toe, zodat een objectieve vorm van jureren mogelijk werd. In zijn latere vormen bevatte de Aresti Dictionary echter meer dan 15.000 figuren, waardoor het toch een te omvangrijk en onhandig te hanteren instrument werd.
In het midden van de tachtiger jaren installeerde de CIVA een werkgroep om Aresti’s creatie te rationaliseren en vereenvoudigen, zodat het gemakkelijker te gebruiken zou zijn en zou voldoen aan de eisen en het niveau van internationaal wedstrijdvliegen zoals dat zich tot die tijd ontwikkeld had. In deze werkgroep hadden leden uit Zuid-Afrika, Frankrijk, Spanje, Duitsland, Polen, de Verenigde Staten, de Sovjet-Unie en het Verenigd Koninkrijk zitting.
Hun aanbevelingen werden door de CIVA aangenomen en in 1987 gepubliceerd als de FAI Aerobatic Catalogue. Deze catalogus wordt jaarlijks door de CIVA geëvalueerd en wordt onderhouden als een up-to-date referentie, die nu in elektronische vorm voor iedereen vrijelijk beschikbaar is. Het systeem wordt nu wereldwijd gebruikt als de basis voor alle wedstrijden. In 2002 werd het hernoemd als de FAI Aresti Aerobatics Catalogus als erkenning van kolonel Aresti’s grootse contributie aan de sport van het kunstvliegen.